# Ludwika Chewińska
Ludwika Chewińska z domu Dobrowolska (ur. 9 października 1948 w Raczku) – polska lekkoatletka, która specjalizowała się w pchnięciu kulą, sędzia sportowy.

## Życiorys

### Kariera sportowa
W 1971 roku zajęła dziewiąte miejsce podczas halowego czempionatu Starego Kontynentu oraz uplasowała się na dziesiątej lokacie w mistrzostwach Europy w Helsinkach. Po zajęciu piątego miejsca halowych mistrzostw Starego Kontynentu latem 1972 roku zajęła dziesiąte miejsce w finale igrzysk olimpijskich. Na początku sezonu 1973 zdobyła srebrny medal i tytuł halowej wicemistrzyni Europy. Piąta zawodniczka mistrzostw Europy w Rzymie (1974) oraz ósma halowych mistrzostw Europy w Monachium (1976). 26 czerwca 1976 w Bydgoszczy pchnęła kulę na odległość 19,58 – wynik ten jest aktualnie najstarszym rekordem Polski.
Medalistka mistrzostw Polski seniorów zdobyła jedenaście złotych medali czempionatu na stadionie (Warszawa 1970, Warszawa 1971, Warszawa 1972, Warszawa 1973, Warszawa 1974, Bydgoszcz 1975, Bydgoszcz 1976, Łódź 1980, Zabrze 1981, Lublin 1982 i Bydgoszcz 1983) oraz pięć tytułów halowej mistrzyni kraju (Warszawa 1973, Katowice 1975, Warszawa 1976, Zabrze 1981 i Zabrze 1982). Uczestniczka meczów międzypaństwowych oraz reprezentantka kraju w Pucharze Europy.

### Życie prywatne
Pracowała jako nauczyciel wychowania fizycznego w Zespole Szkół nr 16 im. gen. W. Sikorskiego na Mokotowie oraz na uczelni WSBiO na Mokotowie. Obecnie ponownie pracuje jako nauczyciel wychowania fizycznego, w szkole ponad podstawowej nr 27 Warszawie przy ul. Rzymowskiego 38 oraz w WSKFiT w Pruszkowie. Uczestniczyła w organizacji zawodów dla młodzieży szkolnej, przygotowując do uprawiania sportu m.in. Kamilę Skolimowską, Krzysztofa Włodarczyka, Macieja Pałyszkę, Dariusza Dziekanowskiego oraz braci Grzegorza i Pawła Skrzeczów. Jest bardzo aktywna społecznie. Uczestniczy w życiu PKOl i Stowarzyszeniu Sportu Kobiet, sędziuje lekkoatletyczne imprezy i startuje w zawodach weteranów. 25 kwietnia 2008 otrzymała wyróżnienie indywidualne Fair Play za całokształt kariery sportowej i godne życie po jej zakończeniu.
Ludwika Chewińska jest absolwentką Szkoły Podstawowej w Kazanicach (gm. Lubawa). Pod jej patronatem od 2010 roku odbywa się w Zespole Szkół w Kazanicach Mityng Lekkoatletyczny.
W 2018 roku bezskutecznie kandydowała do sejmiku mazowieckiego z listy Bezpartyjnych Samorządowców.

## Osiągnięcia
| Rok  | Impreza                   | Miejsce     | Lokata      | Wynik |
| ---- | ------------------------- | ----------- | ----------- | ----- |
| 1970 | Półfinał pucharu Europy   | Bukareszt   | 2. miejsce  | 16,88 |
| 1970 | Finał pucharu Europy      | Budapeszt   | 3. miejsce  | 17,01 |
| 1971 | Halowe mistrzostwa Europy | Sofia       | 9. miejsce  | 15,85 |
| 1971 | Mistrzostwa Europy        | Helsinki    | 10. miejsce | 16,64 |
| 1972 | Halowe mistrzostwa Europy | Grenoble    | 5. miejsce  | 17,88 |
| 1972 | Igrzyska olimpijskie      | Monachium   | 10. miejsce | 18,24 |
| 1973 | Halowe mistrzostwa Europy | Rotterdam   | 2. miejsce  | 18,29 |
| 1974 | Mistrzostwa Europy        | Rzym        | 5. miejsce  | 18,98 |
| 1975 | Półfinał pucharu Europy   | Lüdenscheid | 2. miejsce  | 17,86 |
| 1975 | Finał pucharu Europy      | Nicea       | 6. miejsce  | 17,64 |
| 1976 | Halowe mistrzostwa Europy | Monachium   | 8. miejsce  | 18,26 |

## Nagrody
2023 - Nagroda Miasta Stołecznego Warszawy 2023 r.